# Kačanik
Kaçanik en albanais et Kačanik en serbe latin {en serbe cyrillique : Качаник) est une ville et une commune/municipalité du Kosovo. Elle fait partie du district de Ferizaj/Uroševac (Kosovo) ou du district de Kosovo. Selon le recensement kosovar de 2011, la ville intra muros compte 15 634 habitants et la commune 33 409.

## Géographie
La ville de Kačanik se situe au sud du Kosovo très près de la frontière avec la Macédoine du Nord.

## Histoire
Une épitaphe trouvée sur une tombe datant du IIe siècle avant Jésus Christ atteste l'occupation ancienne des lieux. En revanche, la ville actuelle a été fondée au XVe siècle par Koca Sinan Pacha, qui y fit construire une mosquée qui existe encore aujourd'hui, une auberge publique (han), un hammam, une forteresse et quelques moulins sur la rivière Lepenac.
À la fin du XVIe siècle, Kačanik était une ville administrative et, jusqu'en 1891, elle fit partie du sandjak d'Üsküb (Skopje), qui lui-même faisait partie de la province du Kosovo, au sein de l'Empire ottoman.

## Localités

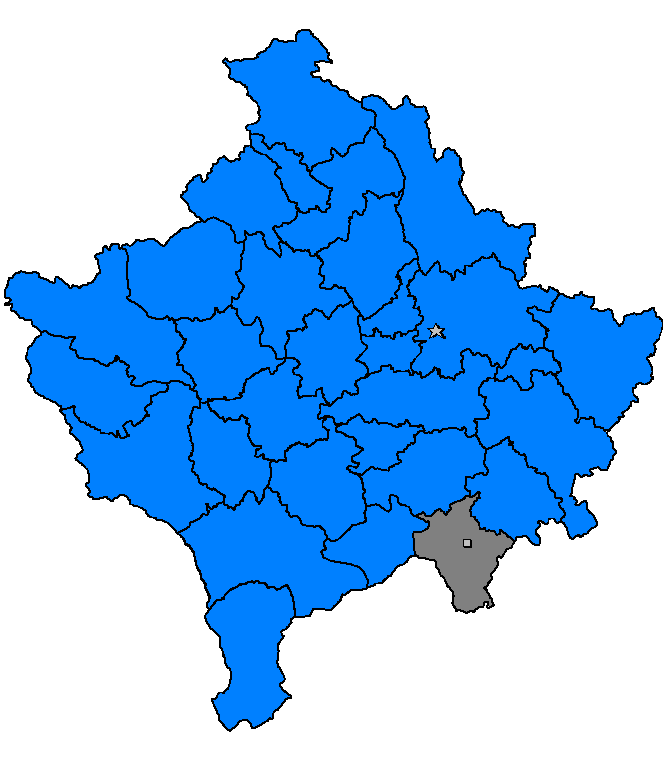
Localisation de la commune/municipalité de Kaçanik/Kačanik au Kosovo

La commune/municipalité de Kaçanik/Kačanik compte les localités suivantes :
| - Bajnicë/Banjica - Begracë/Belograce - Biçec/Bičevac - Bob - Dimcë/Dimce - Doganaj/Doganović - Drenogllavë/Drenova Glava - Dromjak/Drobnjak - Dubravë/Dubrava - Duraj/Dura - Elezaj/Eleza - Gabricë/Gabrica - Gajrë/Gajre - Gërlicë e Epërme/Gornja Grlica | - Gjurgjedell/Đurđev Dol - Glloboçicë/Globočica - Gorancë/Gorance - Han i Elezit/Đeneral Janković - Ivajë/Ivaja - Kaçanik/Kačanik - Kaçanik i Vjetër/Stari Kačanik - Korbliq/Korbulić - Kotlinë/Kotlina - Kovaçec/Kovačevac - Krivenik - Llanishtë/Lanište - Neçac/Nećavce - Nikaj/Nika | - Nikoc/Nikovce - Paldenicë/Palivodenica - Pustenik - Rekë/Reka - Rezhancë/Režance - Runjevë/Runjevo - Seçishtë/Sečište - Semajë/Semanje - Sllatinë/Slatina - Soponicë/Sopotnica - Stagovë/Stagovo - Strazhë/Straža - Vatë/Vata - Vërtomicë/Vrtolnica |

## Politique
L'assemblée de Kaçanik/Kačanik compte 31 membres, qui, en 2007, se répartissaient de la manière suivante :
| Parti                                  | Sièges |
| -------------------------------------- | ------ |
| Parti démocratique du Kosovo (PDK)     | 17     |
| Ligue démocratique du Kosovo (LDK)     | 5      |
| Alliance pour le futur du Kosovo (AAK) | 4      |
| Nouvelle alliance du Kosovo (AKR)      | 3      |
| Ligue démocratique de Dardanie (LDD)   | 2      |

Xhabir Zharku, membre du PDK, a été élu maire de Kaçanik/Kačanik.

## Économie
La majeure partie de la population de la commune/municipalité ou bien vit de l'agriculture ou bien se trouve au chômage. La société New Lepenci, qui travaille dans le domaine des matériaux de construction, a été privatisée en 2005 et fait partie du groupe macédonien Renova. La société Silcapor, qui travaille dans le même domaine, a été privatisée en 2006.

## Tourisme
Site archéologiques
- la forteresse antique de Kaçanik/Kačanik (IIIe siècle av. J.-C.)[4]
- un monument épigraphique à Kaçanik/Kačanik (IIe siècle av. J.-C.)[4]
- le site de Doganaj/Doganović[5] (Période romaine)[4]
- le site de Paldenicë/Palivodenica[5] (Période romaine)[4]
- le site archéologique de Bob/Bob (XIe-XIIe siècles)[6]

Monuments culturels de Kaçanik/Kačanik
- la forteresse (XIVe-XVIe siècles)[7]
- la mosquée de Sinan Pacha (XVIe siècle)[8]
- la mosquée de la ville (1594)[4]
- le turbe de Musa Kesexhisa (XIXe siècle)[9]

Autres monuments culturels
- la mosquée de Krivenik/Krivenik[5] (1600)[4]
- la tour-résidence de Halit Selman à Stagovë/Stagovo (XIXe siècle)[4]
- la tour-résidence de Rufki Braha à Stagovë/Stagovo (XIXe siècle)[4]
- la tour-résidence de Xhemajl Braha à Stagovë/Stagovo (XIXe siècle)[4]
- la tour-résidence de Shaip Hysaj à Stagovë/Stagovo (XIXe siècle)[4]
- la mosquée de Begracë/Belograce (XIXe siècle)[4]
- la mosquée de Doganaj/Doganović (XIXe siècle)[4]
- la mosquée de Korbliq/Korbulić (XIXe siècle)[4]
- la mosquée de Glloboçicë/Globočica (1895)[4]
- l'ensemble architectural et historique du quartier de Bravëva à Pustenik/Pustenik[5] (Années 1830)[4]
- l'ensemble architectural du quartier de Dacaj à Pustenik/Pustenik (XIXe siècle)[4]
- la tour-résidence de Nuhi Brava à Pustenik/Pustenik (XIXe siècle)[4]
- la maison d'Islam, Nazmi et Rufat Brava à Pustenik/Pustenik (XIXe siècle)[4]
- la tour-résidence de Kamer Curri à Dromjak/Drobnjak[5] (XIXe siècle)[4]
- la tour-résidence de Baki Currit à Dromjak/Drobnjak (XIXe siècle)[4]
- la mosquée de Biçec/Bičevac (1929)[4]
- un mur en pierre à Dubravë/Dubrava (XXe siècle)[4]
- une maison avec un mur de pierre et un puits à Seçishtë/Sečište[5] (?)[4]
- la mosquée de Gurëzi à Strazhë/Straža (?)[4]
- la mosquée de Kodërtrim à Gjurgjedell/Đurđev Dol (?)[4]
- la mosquée de Han i Elezit/Đeneral Janković[5] (1981)[4]

## Personnalités liées à la ville
- Driton Selmani (1987-), artiste visuel kosovar.